# Габријела Хорн
Габријела Хорн (Дојчландсберг, 25. јануар 1988), познатија под уметничким именом Паенда (стилизовано као Pænda) аустријска је певачица, текстописац и музички продуцент.

## Биографија
Габријела је рођена у јануару 1988. у градићу Дојчландсбергу, на крајњем југу аустријске покрајине Штајерске. Још као девојчица показивала је интересовање за музику, због чега су је родитељи уписали у локални дечији хор када јој је било свега шест година. Као тинејџерка почиње да пише текстове за песме и пева у различитим поп-рок групама. Након завршене средње школе сели се у Беч где уписује студије џез певања на Бечком музичком институту, које је окончала са успехом током 2013. године.
Први сингл, песму Waves, који је објавила под уметничким именом Паенда почетком 2017, наишао је на добре критике аустријске музичке јавности. Почетком фебруара 2018. објавила је дебитантски албум Evolution I са 12 песама, чији је комплетан аутор.
Аустријски јавни сервис ORF изабрао је почетком 2019. Паенду за представницу Аустрије на Песми Евровизије 2019. у Тел Авиву. На Песми Евровизије је певала песму "Limits" са којом се није пласирала у финале. Била је предзадња (седамнаеста) у другом полуфиналу са 21 освојеним бодом. То је било прво испадање Аустрије у полуфиналу од 2013. године.

## Дискографија
Албуми
- (2018)

Синглови
- (2017)
- (2018)
- (2018)
- (2019)